# Cantonul Bellegarde-en-Marche
Cantonul Bellegarde-en-Marche este un canton din arondismentul Aubusson, departamentul Creuse, regiunea Limousin, Franța.

## Comune
| Comune                   | Populație (1999) | Cod poștal | Cod INSEE |
| ------------------------ | ---------------- | ---------- | --------- |
| Bellegarde-en-Marche     | 432              | 23190      | 23020     |
| Bosroger                 | 96               | 23200      | 23028     |
| Champagnat               | 417              | 23190      | 23048     |
| La Chaussade             | 114              | 23200      | 23059     |
| Lupersat                 | 331              | 23190      | 23113     |
| Mainsat                  | 636              | 23700      | 23116     |
| Mautes                   | 213              | 23190      | 23127     |
| Saint-Domet              | 176              | 23190      | 23190     |
| Saint-Silvain-Bellegarde | 220              | 23190      | 23241     |